# Ugo Amaldi (Mathematiker)

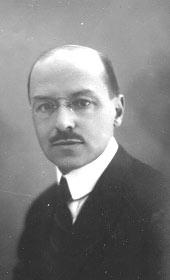
Ugo Amaldi

Ugo Amaldi (* 18. April 1875 in Verona; † 11. November 1957 in Rom) war ein italienischer Mathematiker.
Nachdem er im Alter von 23 Jahren sein Mathematikstudium bei Salvatore Pincherle an der Universität Bologna abgeschlossen hatte, wurde er fünf Jahre später (1903) Professor für Algebra und Analytische Geometrie an der Universität Cagliari.
1906 wechselte er an die Universität Modena, 1919 nach Padua und 1924 schließlich nach Rom, zunächst an der Fakultät für Architektur (bis 1942), danach an die für Naturwissenschaften. Er arbeitete hauptsächlich an der Gruppentheorie.
1936 wurde er Mitglied der Päpstlichen Akademie der Wissenschaften.
Sein Sohn bzw. Enkel sind die beiden Physiker Edoardo Amaldi und Ugo Amaldi.